# ليتل نيمو: مغامرات في سلومبرلاند
ليتل نيمو: أدفاتشر إن سلومبلاند (بالإنجليزية: Little Nemo: Adventures in Slumberland) ، هي فيلم أمريكي ياباني مشترك، أنتجت في اليابان سنة 1989م، ثم تصدر في الولايات المتحدة عام 1992م، وتدور القصة حول الطفل يحلق مع الساحرة المرسولة التي ترسل إلى عالم الخيال.

## وصلات خارجية
- ليتل نيمو: أدفاتشر إن سلومبلاند على موقع IMDb (الإنجليزية)
- ليتل نيمو: أدفاتشر إن سلومبلاند على موقع روتن توميتوز (الإنجليزية)
- ليتل نيمو: أدفاتشر إن سلومبلاند على موقع ألو سيني (الفرنسية)
- ليتل نيمو: أدفاتشر إن سلومبلاند على موقع Turner Classic Movies (الإنجليزية)
- ليتل نيمو: أدفاتشر إن سلومبلاند على موقع أول موفي (الإنجليزية)
- ليتل نيمو: أدفاتشر إن سلومبلاند على موقع بوكس أوفيس موجو (الإنجليزية)
- ليتل نيمو: أدفاتشر إن سلومبلاند على موقع فيلمافينيتي (الإسبانية)
- ليتل نيمو: أدفاتشر إن سلومبلاند على موقع قاعدة بيانات الفيلم (الإنجليزية)
- ليتل نيمو: أدفاتشر إن سلومبلاند على موقع ليتربوكسد (الإنجليزية)
- ليتل نيمو: أدفاتشر إن سلومبلاند على موقع كينوبويسك (الروسية)
- "Dreamy 'Nemo' Jumps to the Big Screen" نسخة محفوظة 4 مارس 2016 على موقع واي باك مشين. from شيكاغو تريبيون